# Taniec szkieletów (album)
Taniec szkieletów – pierwszy album solowy Tomasza Budzyńskiego, lidera grup  Armia oraz Budzy i Trupia Czaszka, zrealizowany wraz z drugim członkiem Armii, Krzysztofem Banasikiem (Bananem). Materiał na album nagrano w latach 2001–2002 w Studiu Banan Horn. Wszystkie teksty są autorstwa Budzyńskiego – nawiązują do jego dzieciństwa i młodości.

## Lista utworów
1. „Radio Rivendell”
2. „Anielo, mój aniele”
3. „Cuda”
4. „Di end”
5. „Tygrysy już śpią”
6. „Taniec szkieletów”
7. „Biedny, chudy i zły”
8. „Profesor Tutka na peronie”
9. „Stacja Dęblin”
10. „Trango Tower”
11. „Kazimierz przez Nałęczów”
12. „Jesień”

## Twórcy
- Tomasz Budzyński (Budzy) – wokal, gitara
- Krzysztof Banasik (Banan) – gitary, sample, syntezatory, programowanie
- Marta – wokal

## Okładka
Na okładce znajduje się obraz Tomasza Budzyńskiego „Rodzina Budzego”. We wkładce znajdują się inne jego obrazy.